# Perkele
A Perkele egy svéd punkzenekar, amely 1993-ban alakult.

## Története
A zenekart 1993-ban alapította az énekes-gitáros Ron (a vezetéknevüket a zenekar tagjai nem használják), a dobos Jonsson, a basszusgitáros Olof és Anders, aki szintén gitáron játszik. Első demójukat – Nu får det vara nog – 1994 elején rögzítették, majd a Det växande hatet következett. Sok koncertet adtak. Zenéjükben a gyors punk ritmusokat keverték a svéd népzene motívumaival. Nem sokkal az első demók megjelenése után Anders kiszállt a zenekarból, és azóta a Perkele háromtagú. 1995-ben megjelent az Aktion című kazettájuk.
Később kilépett az együttesből Olof, a basszusgitáros is, az ő helyére 1997-ben Chris lépett, akivel Ron korábban együtt zenélt az Aids nevű együttesben. Ettől kezdve egyre hangsúlyosabb lett zenéjükben az Oi! és a Ska hatása. 1998-ban jelent meg Från flykt till kamp 540 példányban. A CD-ből eljutott néhány Franciaországba és Németországba is. A Perkele szövegeit ettől kezdve angolul írták, az első a Workin Class lett, majd a Raise your voice következett.
2001-ben megjelent a Voice of anger című album, és a Perkele először lépett fel Svédországon kívül, Dániában. Az együttes a basszusgitáros Richard belépésével ismét négytagúra bővült. 2002-ben felvették a No Shame című lemezt, amelyet a Blind Beggar Records adott ki. A dalokra hatással volt mások mellett a The Rolling Stones, a Status Quo, az AC/DC és a Last Resort. Ebben az évben Richard kilépett a zenekarból. A No Shame sikere lehetővé tette, hogy a Perkele fellépjen Németországban, Franciaországban, Írországban, Norvégiában, Csehországban és Belgiumban.
2004-ben megjelent a Stories from the past. A felvétel alatt meghalt Ron egyik közeli barátja, és a tragédia beárnyékolta a munkát, és hatása érződik a számokon is. Az együttes szerződést kötött a Bandworm Records-szal, így következő anyaguk – Confront– már ennél a kiadónál jelent meg 2005-ben. Ezen a lemezen új hatások, például a régi finn tangó befolyása is érezhető.

## Diszkográfia
- Nu får det vara nog (1994)
- Det växande hatet (1994)
- Kakafoni #6 (1994)
- Aktion (1995)
- Äggröran 1 (1996)
- 100% Adrenalin (1997)
- Från Flykt Till Kamp (1998)
- Working Class (2000)
- Sonidos De La Calle (2000)
- Voice Of Anger (2001)
- Brewed In Sweden (2001)
- No Shame (2002)
- Göteborg (2003)
- Stories From The Past (2003)
- Days of punk (2003)
- Confront (2005)
- News from the streets (2006)
- Our Music (2008)
- Songs for you (2008)
- Längtan (2008)
- Forever (2010)
- Punk Rock Army EP (2010)
- The complete Perkele parcel  (2011)
- A way out (2014)

## Fordítás
Ez a szócikk részben vagy egészben  a   Perkele (musikgrupp) című svéd Wikipédia-szócikk ezen változatának fordításán alapul.  Az eredeti cikk szerkesztőit annak laptörténete sorolja fel. Ez a jelzés csupán a megfogalmazás eredetét és a szerzői jogokat jelzi, nem szolgál a cikkben szereplő információk forrásmegjelöléseként.